# Tiaa
Tiaa ou Tia'a foi uma rainha egípcia da décima oitava dinastia, esposa do faraó Amenófis II e mãe de Tutemés IV.
Tiaa nunca é mencionada como filha do faraó, e portanto sua filiação é desconhecida. Especula-se que seja irmã ou meia-irmã de seu esposo Amenófis, mas nada é certo. 
Durante o reinado de sue esposo as mulheres da família real foram muito menos representadas do que nos período anteriores da XII dinastia, provavelmente porque o faraó não queria que ninguém lhe usurpasse o poder como aconteceu com a Hatchepsut, algumas décadas antes.
Tiaa é a única esposa conhecida de Amenófis II, e seu nome nos é conhecido somente porque ela foi a mãe do faraó seguinte, Tutemés IV.
Ela recebeu o título de grande esposa real durante o reinado de seu filho, durante a vida de seu esposo foi suportada apenas pela mãe de Amenófis, Hatchepsut Meryt-Ra.
Tiaa não foi retratada em nenhum dos momentos construídos por seu esposo, apenas naqueles que foram completados por seu filho. Durante o reinado de Tutemés IV ela passou a ter maior proeminência, pois juntamente com o título de grande esposa real ela também recebeu os títulos de A Mãe do Rei e A Esposa do deus. Em muitas estátuas ela e a primeira esposa de Tutemés  Nefertari acompanham o faraó . Várias representações de Hatchepsut Meryt-Ra foram alteradas para mostrar Tiaa  e uma das filhas de Tutemés, princesa Tiaa, aparenta ter sido nomeada após ela.
Tiaa foi enterrada na tumba KV32, no Vale dos Reis, onde fragmentos de seu equipamento funerário foram encontrados. Inundações levaram algumas delas para a KV47, a tumba de Siptá, fazendo aos egiptólogos crer que os itens pertenciam a uma mãe de mesmo nome de Siptá. Entretanto, desde que a mãe de Siptá foi identificada como uma síria concumbina chamada Sutailja.